# Königreich Lunda
Das Lunda-Reich war ein großes Reich im Gebiet der heutigen Demokratischen Republik Kongo, Angolas und Sambias.

## Geographie
Es erstreckte sich zwischen 6 und 13° südl. Br. und zwischen 18 und 29° östl. L. v. Gr. über ein Areal von 345.000 km², soll aber nur zwei Millionen Einwohner gehabt haben. Es bestand aus den direkt dem Lunda-Herrscher unterstehenden Gebieten und dem Tributärstaat des Cazembe. Das Gebiet wird vom Kassai und Lubilasch und dessen Zuflüssen durchzogen und ist meist eben und mit dichtem Gebüsch bedeckt. Die Einwohner sind zum größten Teil Kalunda.

## Ursprung
Anfänglich bestand der Kern dessen, was später zum Lundareich werden sollte, aus einem einfachen Dorf, in der Kilunda-Sprache „Gaand“ genannt. Der Herrscher dieses Dorfs wurde Mwaata Gaand oder Mwaataangaand genannt.
Einer dieser Herrscher war Ilunga Tshibinda. Er stammte aus dem Luba-Königreich, das von seinem Bruder beherrscht wurde. Aus der Verbindung mit einer Prinzessin aus südlichen Gebieten entstammt der erste Großkönig der Lunda, der mit dem Titel Muata Jamvo (Mwaata Yaav) bezeichnet wurde.

## Staatsform
Das Lundareich war ein Lehnsstaat unter dem Muata Jamvo (Mwaata Yaav), dem die Lehnsfürsten Salz und Kupfer, Elfenbein, Flechtwaren, Sklaven und Tierfelle, Zeug und Pulver sandten, und dem sie Heeresfolge leisteten. Neben dem Muata Jamvo stand als oberste Würdenträgerin die Lukokescha, eine unverheiratete Frau. Beide mussten Kinder einer der Hauptfrauen des vorherigen Muata Jamvo sein und wurden von den vier obersten Räten des Staats gewählt; sie mussten sich gegenseitig bestätigen, stellten also eine förmliche Verflechtung zweier Staaten und Staatsgewalten in einem Land dar.
Lokale Politik wurde durch Häuptlinge ausgeübt, die vor allem religiöse Macht hatten, sowie durch Verwalter, die vom Hof ernannt wurden. Im Wesentlichen wurde das Königreich Lunda indirekt durch traditionelle Führer in bestimmten Regionen regiert, denen es überlassen wurde, ihre Angelegenheiten zu regeln, solange sie den fälligen Tribut an den König zahlten. Man nimmt an, dass die Lunda anfangs patrilinear lebten, doch dann durch die Integration anderer Ethnie matrilinear wurden und diese Linie auch in ihr politisches System übernahmen.

## Hof und Geschichte
Haupt- und Residenzstadt war Mussumba (Residenz) in einer Ebene östlich des Luisa, eines Nebenflusses des Lulua, mit 8.000 bis 10.000 Einwohnern. Sie wurde nach dem Tod jedes Muata Jamvo an anderer Stelle immer von neuem aufgebaut; den größten Raum nehmen die in einer weiten Umzäunung (Kipanga) errichteten Wohnungen der beiden Herrscher und ihrer ersten Würdenträger ein.
Vom frühen 17. bis späten 19. Jahrhundert war das Königreich der Lunda die dominante politische und militärische Macht in dieser Region. Die politische Union mit dem benachbarten Volk der Luba geht zurück auf die Heirat von Lweji, der Tochter eines Lundahäuptlings, und Cibanda Ilunga, dem Sohn des ersten Lubakönigs Kalala Ilunga. Damals trennten sich viele übergangene Stämme vom zentralisierten Königreich Lunda und kolonisierten neue Gebiete, was das Lundareich enorm ausdehnte, da die Beziehungen blieben. Sein Einfluss reichte zur Zeit seiner größten Ausdehnung von Tanganyikasee bis fast zum Atlantischen Ozean. Dann übernahmen die Chokwe die Macht und kurz darauf die europäischen Kolonialmächte.

## Wirtschaft
Die wirtschaftliche Grundlage der Lunda hing sehr von der Gegend ab, in der sie lebten. An den Flüssen waren sie Fischer und die Frauen bauten Mais an, Fingerhirse, Yams, Hirse, Bohnen, Süßkartoffeln, Ölpalmen und Tabak. Ab dem 17. Jahrhundert ist Handel zwischen Lunda und Shaba im Osten nachzuweisen. Die Händler spielten eine große Rolle im Sklaven- und Elfenbeinhandel. Die Jagd spielte eine wichtige soziale und rituelle Rolle.

## Religion
In der Religion der Lunda ist Nzambi der höchste Schöpfergott, aber die Lunda wenden sich nicht direkt an ihn. Stattdessen sind die Geister der Ahnen für die guten und bösen Dinge verantwortlich, die dem einzelnen Menschen zustoßen, und verlangen die Aufmerksamkeit der gesamten Gruppe. Wahrsagung spielt eine wichtige Rolle, um das Gleichgewicht in der Gruppe zu halten. Bei königlicher Erbfolge werden im Rahmen der Riten Bäume gepflanzt, um die Ahnen des neuen Königs zu symbolisieren.